# گیستولا
گیستولا یا گستولا (گرجی: გისტოლა) قله‌ای در بخش مرکزی رشته‌کوه قفقاز بزرگ در مرز روسیه و گرجستان است. بلندای این قله ۴٬۸۶۰ متر (۱۵٬۹۴۰ فوت) بالاتر از سطح دریا است. این کوه از گرانیت‌های پالئوزوئیک تشکیل شده است. دامنه‌های قله گیستولا پوشیده از برف و یخ است.